# Jaunpils kommun
Jaunpils novads var en kommun i Lettland. Den låg i den västra delen av landet, 70 km väster om huvudstaden Riga. Antalet invånare var 2 814. Arean var 210 kvadratkilometer. Jaunpils novads gränsade till Kandavas novads, Tukuma novads, Dobeles novads och Brocēnu novads.
2021 slogs kommunen samman med Tukums kommun.
Jaunpils novads delas in i:
- Jaunpils pagasts
- Viesatu pagasts

Följande samhällen finns i Jaunpils novads:
- Jaunpils